# Lite-On
Lite-On è un gruppo di aziende taiwanesi, principalmente attive nel settore della produzione di lettori e masterizzatori CD, DVD e Blu-ray ed altri componenti elettronici. Nel gruppo sono inoltre presenti alcune aziende non del settore elettronico.
Nel 1983 Lite-On Electronics è stato quotato presso il Taiwan Stock Exchange.
Nel 2006 Lite-On ha acquistato il settore dei lettori di dischi ottici di BenQ, ed è attualmente fra i tre più grandi produttori al mondo di lettori di dischi ottici.
Nel 2020 Lite-On trasferisce a Kioxia le proprie attività concernenti le unità di memoria a stato solido (SSD).